# 라우드 앤드 콰이어트
라우드 앤드 콰이어트(영어: Loud and Quiet)는 무료 월간 음악 잡지로 새로운 인디, 얼터너티브, 전자 음악 및 록 밴드나 음악가를 소개한다.

## 역사
2005년 1월에 만들어진 라우드 앤드 콰이어트는 30개의 영국 도시와 런던 주변에 많이 배급되었다. 깔끔하고 미니멀한 디자인 스타일이다. 스튜어트 스텁스가 만들었다.
라우드 앤드 콰이어트의 첫 호는 피트 도허티가 표지를 장식하였다. 오직 150부 만이 수작업으로 만들어졌으며, 영국 런던의 인디 레이브 가게나 옷가게에 배급되었다. 이후 크리스털 캐슬스, 폴스, 퍽 버튼스, 뱃 포 래시스, 더 호러스 등이 커버를 장식하였다.
본래 A5 흑백 출판이었던 라우드 앤드 콰이어트는 두 장의 A4 크기의 호 두 장을 인쇄한 후 늘어나는 인쇄 비용을 절감키 위해 신문으로 재출판하였다.
2016년 3월부터는 뉴욕에서도 배급되기 시작하였다.
2018년 3월, 라우드 앤드 콰이어트는 새로운 포맷 및 디자인으로 재단장하였다.

## 라우드 앤드 콰이어트 쇼
2008년과 2009년에 걸쳐 라우드 앤드 콰이어트는 런던의 인디 레이블 더티 빙고와 함께 디 엑스엑스, 미카추, 팩토리 플로어가 출연하는 라이브 쇼를 공동으로 개최하였다.

## 웹사이트
- 라우드 앤드 콰이어트  - 공식 웹사이트